# Drac Català
Drac Català, és un personatge de ficció, de Còmic en Català. Va ser el primer superheroi, de l'imaginari nacional català. Es va editar per primera vegada, el maig de l'any 2000, l'autor era Carles Roman.

## Biografia del personatge
Drac Català, va néixer amb el nom de Capità Catalunya, però molt aviat el va canviar pel de Drac Català, va ser el primer heroi autòcton català, a semblança dels seus homòlegs, els superherois dels Estats Units d'Amèrica. Albert Roure, és l'àlter ego de Drac Català, un noi de 25 anys, que abandona la seva vida normal, per convertir-se en un defensor de la llibertat i la justícia, convertint-se així en un hipotètic heroi de còmic.
El seu objectiu és el de combatre els "fatxes", del seu entorn. les seves aventures es desenvolupen a la ciutat de Barcelona, com en altres còmics de superherois, als de Drac Català, i ha molta acció, fantasia, humor, romanticisme, alta tecnologia, dramatisme i crítica social.
Personatges secundaris
Relació de personatges secundaris.
- Capita Catalunya/ Drac Català.
- Albert Roure.
- Júlia Roure.
- Mònica canals.
- Agent Ramirez.
- Inspectora Climent.

## Trajectòria editorial
Capità Catalunya, va ser el nom del primer superheroi català, editat en format de Comic-Book. Després del primer número, va passar a dir-se Drac Català, això fou per motius legals dons el nom de Capità Catalunya, ja estava registrat, com a nom d'un disc de música. Carles Roman, l'historietista i creador s'autoeditava els còmics. Va ser a partir del número cinc que se'n va fer càrrec l'editorial Promarex. L'autoedició va tenir una distribució limitada. Entre l'any 2000 i el 2003 es varen editar set números, mes un d'especial, on s'explicava els orígens del Drac català.

## Relació de publicacions
| Títol                   | Editorial                          | Autor        | Data              | Preu      | Numero |
| Capità Catalunya.       | L'enginy (Auto editat per l'autor) | Carles Roman | Maig del 2000     | 295 ptes. | 1      |
| Drac Català.            | L'enginy (Auto editat per l'autor) | Carles Roman | Setembre del 2000 | 295 ptes. | 2      |
| Drac Català.            | L'enginy (Auto editat per l'autor) | Carles Roman | Gener del 2001    | 295 ptes. | 3      |
| Drac Català.            | L'enginy (Auto editat per l'autor) | Carles Roman | Maig del 2001     | 295 ptes. | 4      |
| Drac Català.            | Promarex                           | Carles Roman | Maig del 2002     | 1,80 €    | 5      |
| Drac Català.            | Promarex                           | Carles Roman | Gener del 2003    | 1,80 €    | 6      |
| Drac Català.            | Promarex                           | Carles Roman | Maig del 2003     | 2 €       | 7      |
| Drac Català (especial). | Promarex                           | Carles Roman | 2001              |           |        |